# Седское староство
Седское староство (лит. Sedos seniūnija) — одно из 9 староств Мажейкяйского района, Тельшяйского уезда Литвы. Административный центр — город Седа.

## География
Расположено на севере Литвы, на Жямайтской возвышенности, в юго-западной части Мажейкяйского района.
Граничит с Жидикайским староством на севере, Шяркшненайским — на востоке и севере, Жемайчю-Калварийским староством Плунгеского района — на юге и юго-западе, Гадунавским староством Тельшяйского района — на юге, а также Барстичяйским и Илакяйским староствами Скуодасского района — на западе.

## Население
Седское староство включает в себя город Седу и 26 деревень.